# يوكي إيشيدا
يوكي إيشيدا (باليابانية: 石田 祐樹) (4 نوفمبر 1980 في كيوتا-كو في اليابان – )؛ هو لاعب كرة قدم ياباني سابق كان يلعب كمهاجم.

## وصلات خارجية
- يوكي إيشيدا على موقع رابطة كرة القدم اليابانية للمحترفين (اليابانية)
- يوكي إيشيدا على موقع Soccerway.com (الإنجليزية)